# Kommunalvalget 1925
Kommunal- og amtsrådsvalget 1925 blev afholdt i marts 1925. Datoen for afviklingen var forskellig fra by til by, i Kolding foregik det eksempelvis den 12. marts, i Helsingør den 10. Op til valget havde en del mistet deres stemmeret på grund af skatterestance, hvilket var muligt efter tidens valgregler, i København mistede således 40.000 mennesker (ca. 6-7% af indbyggerne) deres stemmerettigheder på grund af gæld, til sammenligning lå tallet på omkring 2.000 (ca 11% af indbyggerne) for Kolding.